# 川上みく
川上 みく（かわかみ みく、1976年10月29日 - ）は、日本の元AV女優。神奈川県出身。1990年代にAV女優として活躍していた。
得意料理は煮物。

## 作品

### アダルトビデオ
- 女子校生潮吹きの実態
- 淫獣戦士
- 極選4時間 家庭教師はガマンできない
- 狂乱エロチスト 川上みく